# Renversant
Renversant est le vingt-septième album de la série de bande dessinée Les Simpson, sorti le 15 avril 2015, par les éditions Jungle. Il contient quatre histoires : Homer Simpson dans La fuite des cerveaux, Les belles histoires du Dr Nick, Le guide de la plage par Homer ! et Vacances itinérantes.